# Sybrinus x-ornatus
Sybrinus x-ornatus là một loài bọ cánh cứng trong họ Cerambycidae.